# Keith Wooldridge
Pour les articles homonymes, voir Wooldridge.
Keith E. Wooldridge né le 24 octobre 1943 à Stoke-on-Trent est un ancien joueur britannique de tennis.

## Carrière
1/8 de finaliste de l'Open d'Australie 1963, il bénéficie d'un abandon au premier tour à 6-0, 6-0 et d'un forfait en 1/16, ensuite il perd contre Bob Howe 2-6, 10-8, 3-6, 1-6.
En 1968 il participe au premier tournoi Open de l'histoire à Bournemouth juste avant les premiers Internationaux de France de Roland-Garros Open.
Il prend sa retraite en 1970 et 1971 pour les Grand Chelem et joue le mixte à Wimbledon jusqu'en 1977 enfin il revient jouer le double à Auckland en 1985.
Il a remporté 8 tournois.

## Palmarès (partiel)

### Finale en double mixte
| No | Date       | Nom et lieu du tournoi       | Catégorie | Surface         | Vainqueurs               | Partenaire  | Score         |          |
| -- | ---------- | ---------------------------- | --------- | --------------- | ------------------------ | ----------- | ------------- | -------- |
| 1  | 08-11-1971 | Dewar Cup of Torquay Torquay | Dewar Cup | Moquette (int.) | Betty Stöve Jaime Fillol | Winnie Shaw | 6-1, 4-6, 6-2 | Parcours |